# Bubaris
Bubaris is een geslacht van sponsdieren uit de klasse van de Demospongiae (gewone sponzen).

## Soorten
- Bubaris ammosclera Hechtel, 1969
- Bubaris carcisis Vacelet, 1969
- Bubaris conulosa Vacelet & Vasseur, 1971
- Bubaris murrayi Topsent, 1913
- Bubaris salomonensis Dendy, 1922
- Bubaris sarai Ilan, Ben-Eliahu & Galil, 1994
- Bubaris sosia Topsent, 1904
- Bubaris subtyla Pulitzer-Finali, 1983
- Bubaris vermiculata (Bowerbank, 1866)